# Университет Париж-VII: Дени Дидро
Университета Париж-VII: Дени Дидро е единственият парижки университет, в който изучават всички дисциплини от човешкото познание. Поради своя енциклопедичен характер, той е наречен и на френския енциклопедист и мислител от просвещението Дени Дидро.
В университета учат около 25 000 студенти.

## Галерия
- Корпус „Кондорсе“, седалище на Департамента по физика
- „Гран Мулен дьо Пари“, университетска библиотека и централна администрация
- „Halle aux farines“

## Известни преподаватели
- Жан Досе, френски имунолог
- Юлия Кръстева, френска психоаналитичка от български произход
- Елизабет Рудинеско, френска психоаналитичка и историчка
- Джордж Смут, американски астрофизик
- Люк Фери, френски философ

## Почетни доктори
Сред почетните доктори на университета са Аравинд Йоши, Стивън К. Крейн, Говердан Мета, Едуард Саид, Райнхарт Козелек, Хенри П. Маклийн, Салман Рушди, Ливио Скарси, Тацуо Суда и Ли Мюнг-бак, президент на Южна Корея.